# Balatongyörök
Balatongyörök je obec v maďarské župě Zala. Leží na břehu Balatonu. Žije zde přibližně 1 300 obyvatel.

## Partnerské obce
- Ghelința, Rumunsko
- Piwniczna Zdrój, Polsko
- Uetze, Německo